# The Last Showgirl
The Last Showgirl è un film del 2024 diretto da Gia Coppola.

## Trama
Lo spettacolo di Las Vegas in cui la showgirl Shelley danza da trent'anni chiude i battenti, costringendo la donna a riprendere in mano la propria vita. Con l'aiuto della migliore amica Annette, decide di riallacciare i rapporti con la figlia.

## Produzione
Nel febbraio 2024 è stato annunciato che le riprese di un nuovo film diretto da Gia Coppola e interpretato da Pamela Anderson, Jamie Lee Curtis e Dave Bautista erano appena terminate.

## Promozione
Il primo trailer del film è stato diffuso il 14 novembre 2024.

## Distribuzione
Il film è stato presentato in anteprima assoluta il 6 settembre 2024 al Toronto International Film Festival. Nelle sale cinematografiche italiane è stato distribuito a partire dal 3 aprile 2025 da Medusa Film.

## Accoglienza

### Incassi
Il film ha incassato poco più di 6,9 milioni di dollari.

### Critica
Il film è stato accolto positivamente dalla critica statunitense e l'interpretazione di Pamela Anderson è stata definita la migliore della sua carriera. L'aggregatore di recensioni Rotten Tomatoes riporta un indice di gradimento dell'83% a fronte del parere di 227 critici, su Metacritic il voto medio di 44 critici è di 66/100.

## Riconoscimenti
- 2025 – Golden Globe[12]
  - Candidatura per la miglior attrice in un film drammatico a Pamela Anderson
  - Candidatura per la miglior canzone originale a Beautiful That Way (Andrew Wyatt, Miley Cyrus e Lykke Li)
- 2025 - Screen Actors Guild Award
  - Candidatura per la migliore attrice cinematografica a Pamela Anderson
  - Candidatura per la migliore attrice non protagonista cinematografica a Jamie Lee Curtis
- 2025 - Premio BAFTA
  - Candidatura per la migliore attrice non protagonista a Jamie Lee Curtis
- 2025 - Critics Choice Award
  - Candidatura per la migliore canzone
- 2025 - Gotham Independent Film Award
  - Candidatura per la migliore performance protagonista a Pamela Anderson